# 20017 Alixcatherine
20017 Alixcatherine ((20017) 1991 TF14) là một tiểu hành tinh vành đai chính được phát hiện bởi Charles de Saint-Aignan ở Đài thiên văn Lowell.